# حصن بلعيد

تعديل مصدري - تعديل

حصن بلعيد هي إحدى قرى عزلة أحور بمديرية أحور التابعة لمحافظة أبين، بلغ تعداد سكانها 166 نسمة حسب تعداد اليمن لعام 2004.